# 金容民
金容民（：／ Kim Yong-min，1976年6月5日—），大韓民國自由派政治人物，第21屆國會議員，現任共同民主黨首席最高委員。